# Paul Durham
Paul Durham (Twin Falls, Idaho 1969) is een Amerikaans zanger en producer. Hij is de leadzanger van de rockband Black Lab.
Zijn eerste ervaring met muziek deed hij op tijdens Mormoonse kerkdiensten en bij het schrijven van op Bob Dylan geïnspireerde folkmuziek. Na zijn afstuderen verhuisde hij naar Berkeley, waar hij een bassist ontmoette, met wie hij verschillende demo's opnam. Het duo versterkte zichzelf met een producer en begon als akoestische tweemansformatie te werken onder Durhams naam.
Durham had een voorkeur voor elektronische muziek en vormde de band Black Lab, waarmee hij in 1998 het succesvolle debuutalbum Your Body Above Me uitbracht. Ook speelde de band nummers voor soundtracks van verschillende films en series, zoals voor Blade: Trinity ("This Blood"), The Benchwarmers ("Good"), Lovewrecked ("Broken Heart", "Weightless", "Perfect Girl" en "Lonely Boy"), The Shield ("This Night", de promo van seizoen 6), Spider-Man ("Learn to Crawl") en Numb3rs.
Durham woont en werkt tegenwoordig in Los Angeles als zanger, songwriter, muzikant en producer, waarbij hij ook deel uitmaakt van Black Lab.